# Vivian Sobchack
Vivian Sobchack (ur. 1940 w Nowym Jorku) – amerykańska krytyczka kultury, teoretyczka kina. Najbardziej popularna za swoje badania nad kinem science fiction i fenomenologią kina, jednak równie dużo prac poświęciła problematyce feministycznej w filmie i stylistyce noir w kinie. Sobchack pisze dla wielu periodyków, takich jak Film Comment czy Camera Obscura.

## Życie
Vivian Sobchack urodziła się w Nowym Jorku w 1940 roku, na Brooklynie. Najwcześniejsze lata życia spędziła na Long Island, później przeprowadziła się na Manhattan, gdzie uczęszczała na Barnard College. W tym czasie dużo chodziła do leżącego niedaleko Thalia Theatre, legendarnej instytucji, która zajmowała się promocją kultury filmowej na najwyższym poziomie. Dyplom z literatury angielskiej zrobiła w 1961 roku. Po studiach publikowała wiersze i zaczęła pracę nad powieścią, jednak nigdy jej nie ukończyła. W latach 70. pracowała jako nauczycielka uniwersytecka na Uniwersytecie w Utah, prowadziła kursy na temat filmografii. Później zajęła się także organizacją festiwalu Utah Film Festival (impreza przerodziła się w Sundance Film Festival). Jest laureatką licznych nagród, między innymi: Pilgrim Career Award w 1995 roku, a także nagrodę Society for Cinema and Media Studies w 2005. 

## Prace
Książki:
- Carnal Thoughts: Embodiment and Moving Image Culture (Berkeley: University of California Press, 2004).
- Beyond the Gaze: Recent Approaches to Film Feminisms [special issue of Signs: Journal of Women in Culture and Society] Vol. 30: no.1 (Autumn 2004), Co-editor with Kathleen McHugh.
- Meta-Morphing: Visual Transformation and the Culture of Quick Change, Editor (Minneapolis: University of Minnesota Press, 2000).
- The Persistence of History: Cinema, Television and the Modern Event, Editor (New York: AFI Film Reader Series, Routledge, 1996).
- New Chinese Cinemas: Forms, Identities, Politics, Co-editor with Nick Browne, Paul Pickowicz, and Esther Yau (London: Cambridge University Press, 1994).
- The Address of the Eye: A Phenomenology of Film Experience (Princeton, NJ: Princeton University Press,1992).
- Screening Space: The American Science Fiction Film (New York: Ungar Press,1987, rpt., Rutgers University Press, 1997).
- The Limits of Infinity: The American Science Fiction Film 1950-1975 (South Brunswick, NJ & New York: A.S. Barnes/London: Thomas Yoselloff, Ltd., 1980).
- An Introduction to Film, Co-author with Thomas Sobchack, (Boston, MA: Little, Brown, 1980).

Ważniejsze artykuły:
- "Waking Life: Vivian Sobchack on the experience of Innocence," Film Comment 41, no. 6 (November/December 2005): 46-49.
- "Nostalgia for a Digital Object: Regrets on the Quickening of QuickTime," Millennium Film Journal 34 (Fall 1999): 4-23.
- "Toward a Phenomenology of Non-Fictional Experience," in Collecting Visible Evidence, ed. Michael Renov and Jane Gaines (Minneapolis: University of Minnesota Press, 1999), 241-254.
- "'Lounge Time': Post-War Crises and the Chronotope of Film Noir," in Refiguring American Film Genres: History and Theory, ed. Nick Browne (Berkeley: University of California Press, 1998), 129-170.
- "The Scene of the Screen: Envisioning Cinematic and Electronic ‘Presence," in Materialities of Communication, ed. Hans Ulrich Gumbrecht and K. Ludwig Pfeiffer (Stanford: Stanford University Press, 1994), 83-106.
- "The Active Eye: A Phenomenology of Cinematic Vision," Quarterly Review of Film and Video, 12, no. 3 (1990): 21-36.
- "Cities on the Edge of Time: The Urban Science Fiction Film," East-West Film Journal, 3, no. 1 (December 1988): 4-19.